# Fourme d'Ambert
El Fourme d’Ambert es un queso francés de la región de Auvernia (y también del departamento del Loira, creado, en su origen, en los alrededores de Ambert (Puy-de-Dôme) con denominación AOC desde el 9 de mayo de 1972, compartiendo AOC con la Fourme de Montbrison. «Fourme d'Ambert o Fourme de Montbrison» fue reconocida como DOP a nivel europeo por el Reglamento de la Comisión n.º 1263/96, de 1 de julio. El 22 de febrero de 2002 dos nuevos decretos de AOC separaron los dos productos en dos AOC distintas, de manera que el Fourme d’Ambert se beneficia de una AOC propia.

## Descripción
Es un queso de leche de vaca de pasta entreverada de verde, cruda y no prensada, con una corteza (costra) seca y mohosa, de un diámetro de 13 cm. y una altura de 19 cm de un peso aproximado de 2,2 kg. Su nombre fourme procede del latín forma que sería, también, el origen de la palabra fromage. Los auverneses durante la conmemoración del Sitio de Gergovia y celebración del tiempo de los druidas se deleitan con este queso atípico.

## Degustación
Su período de degustación óptimo comprende desde mayo a octubre, tras un afinado de 5 a 8 semanas, pero resulta igualmente excelente de abril a diciembre. Es un queso que enriquece las carnes tanto rojas como blancas, así como los pescados.

## Fabricación
La leche se calienta hasta que alcanza los 32 °C y se añade el coagulante para cuajarla y el penicillium roqueforti que propicia la formación del azul. A continuación se pasa a las operaciones de picado (que ayudan al desarrollo homogéneo del penicillium) y el afinado en una cueva que mantenga una temperatura de unos 8 a 12 °C, durante veintiocho días mínimo.
Producción: 6.250 toneladas en 2003
La fabricación de este queso se produce, casi toda, en centrales industriales. En 2005, solo un granjero productor obtuvo la denominación AOC. Las lagunas existentes en cuanto a las reglas a seguir han permitido que la docena de granjeros productores de queso (unas 70 toneladas) se hayan beneficiado de la denominación AOC.

## Área de producción
A pesar de su denominación, el Fourme d’Ambert puede fabricarse en una zona muy vasta (diferenciándolo de su hermano el Fourme de Montbrison):
- 43 cantones del departamento del Puy-de-Dôme (8 cantones pertenecientes al distrito de Ambert)
- 3 cantones del oeste, del departamento del Loira (zona de producción del Fourme de Montbrison)
- 5 cantones del noroeste del departamento de Cantal

## Historia de la AOC
Este queso es, sin duda alguna, uno de los más antiguos de Francia. Se fabricaba, tradicionalmente, en las zonas estivales de los Hautes chaumes de los montes de Forez con el nombre de fourme de Pierre sur Haute. Con este nombre el queso obtuvo diferentes distintivos desde 1940.
El 9 de mayo de 1972 se creó la denominación de origen común para los quesos Fourme d’Ambert y Fourme de Montbrison, la denominación: Fourme d’Ambert y de Montbrison, que duró casi treinta años. Las dos denominaciones se separaron por decreto en 22 de febrero de 2002.
.Las diferencias entre ambos quesos residen en las actuales técnicas de extracción del suero y salazón:
- al Fourme d’Ambert se le extrae muy poco suero y se sala poniéndolo en salmuera o cubriéndolo de sal
- al Fourme de Montbrison se le somete a un pre-escurrido, prensado y salado de la masa cuajada.

Desde 1996, es una denominación de origen protegida (PDO) ante la Unión Europea. A nivel internacional, cuenta con registro como denominación de origen, conforme al Sistema de Lisboa, ante la Organización Mundial de la Propiedad Intelectual, desde el 19 de diciembre de 1972.